# Operaer af Joseph Haydn
Dette er en liste over operaer af Joseph Haydn.
| Dato             | Titel                 | Hob.      | Genre                | Akter   | Libretto |
| ---------------- | --------------------- | --------- | -------------------- | ------- | --- |
| 1762 rev 1773–74 | Acide e Galatea       | XXVIII:1  | Festa teatrale       | 1 akt   | G A Migliavacca                                                                                                  |
| 1766             | La canterina          | XXVIII:2  | Intermezzo in musica | 2 akter | |
| 1763?            | La marchesa nespola   | XXX:1     | Comedia              |         | |
| 1768             | Lo speziale           | XXVIII:3  | Dramma giocoso       | 3 akter | Carlo Goldoni, reviderad av Carl Friberth?                                                                       |
| 1769             | Le pescatrici         | XXVIII:4  | Dramma giocoso       | 3 akter | Carlo Goldoni, reviderad av Carl Friberth?                                                                       |
| 1773             | L'infedeltà delusa    | XXVIII:5  | Burletta per musica  | 2 akter | Marco Coltellini, reviderad av Carl Friberth?                                                                    |
| 1773             | Philemon und Baucis   | XXIXb:2   | Syngespil            | 1 akt   | G K Pfeffel |
| 1775             | L'incontro improvviso | XXVIII:6  | Dramma giocoso       | 3 akter | Carl Friberth, efter L H Dancourts La rencontre imprévue                                                         |
| 1777             | Il mondo della luna   | XXVIII:7  | Dramma giocoso       | 3 akter | Carlo Goldoni |
| 1779, rev 1785   | La vera costanza      | XXVIII:8  | Dramma giocoso       | 3 akter | Francesco Puttini                                                                                                |
| 1779             | L'isola disabitata    | XXVIII:9  | Azione teatrale      | 2 delar | Pietro Metastasio                                                                                                |
| 1780             | La fedeltà premiata   | XXVIII:10 | Dramma giocoso       | 3 akter | efter Giambattista's Lorenzis L'infedeltà fedele                                                                 |
| 1782             | Orlando paladino      | XXVIII:11 | Dramma eroicomico    | 3 akter | Nunziano Porta, baserad på Carlo Francesco Badini's Le pazzie d'Orlando, efter Ludovico Ariostos Orlando furioso |
| 1783             | Armida                | XXVIII:12 | Dramma eroico        | 3 akter | efter Torquato Tassos Gerusalemme liberata                                                                       |